# Škorpion vz. 61
Škorpion vz. 61, «Скорпіон» — чехословацький пістолет-кулемет, що розроблявся для озброєння танкістів, зв'язківців та військовослужбовців інших спеціальностей. Скорпіон був прийнятий на озброєння в ЧССР у 1961 році (звідси позначення vz.61 — vzor 61, тобто зразок 1961 року).

## Система

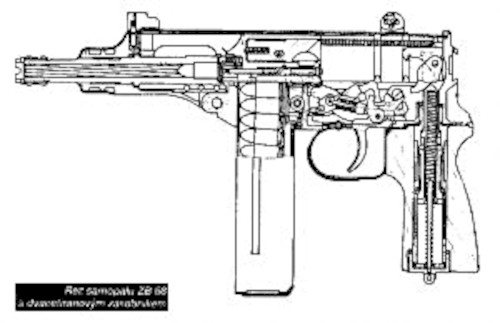

Скорпіон побудований за схемою з вільним затвором і використовує відносно малопотужні патрони, стрільба ведеться 7,65 мм патронами. Використання легкого затвора призводить до підвищеного темпу стрільби. Щоб зменшити його, позаду ствольної коробки і в рукоятці пістолета-кулемета встановлений зачіп, що захоплює затвор у момент відходу у вкрай заднє положення. Усередині рукоятки встановлена система, яка звільняє затвор з зачепа. Однак такий рух механізмів вгору-вниз приводить до зниження точності автоматичної стрільби. Тим не менше ця зброя непогано підходить для ближнього бою, а маленькі габарити і можливість скритного носіння зробили його популярним серед терористів.

## Використання
Скорпіон постачався на експорт в Єгипет, Лівію, Анголу, Ірак та ще низку країн. Крім того, Скорпіони були використані терористичними групами при проведенні деяких терактів у 1970—1980-х роках. Для поставок на експорт, в основному в західні країни, у 1968 році був створений ще один варіант Скорпіона, що одержав позначення Vz.68, який використовував найпоширеніші в Західній Європі патрони 9mm Parabellum. У ході переозброєння армії Чехословаччини на стандартний пістолетний патрон країн Східного блоку — 9 × 18, пістолет-кулемет Vz.61 був адаптований під цей патрон у 1982 році. Такий варіант отримав позначення Vz.82. Рік по тому була створена модель Vz.83 під патрон 9mm Short. В наш час[коли?] вінцем еволюції «класичного» Скорпіона є пістолет-кулемет CZ Skorpion EVO III калібру 9 мм, більшість деталей корпусу якого виконано з полімеру, а сама зброя вже зовсім нічим не нагадує сталевий 7,65 мм Skorpion Vz.61.

## Оператори
- Афганістан
- Ангола
- Чехія
- Єгипет
- Індонезія
- Ірак
- Лівія
- Монголія
- Мозамбік
- Сербія
- Сінгапур
- Словаччина
- Уганда
- Україна — на тлі російського вторгнення в Україну, 26 лютого МО Чехії повідомило про відправлення в Україну серед іншої термінової військової допомоги 2 085 одиниць пістолетів-кулеметів vz. 61[1].
- Югославія — під назвою М84 випускався по ліцензії.
- Північна Корея

## Варіанти

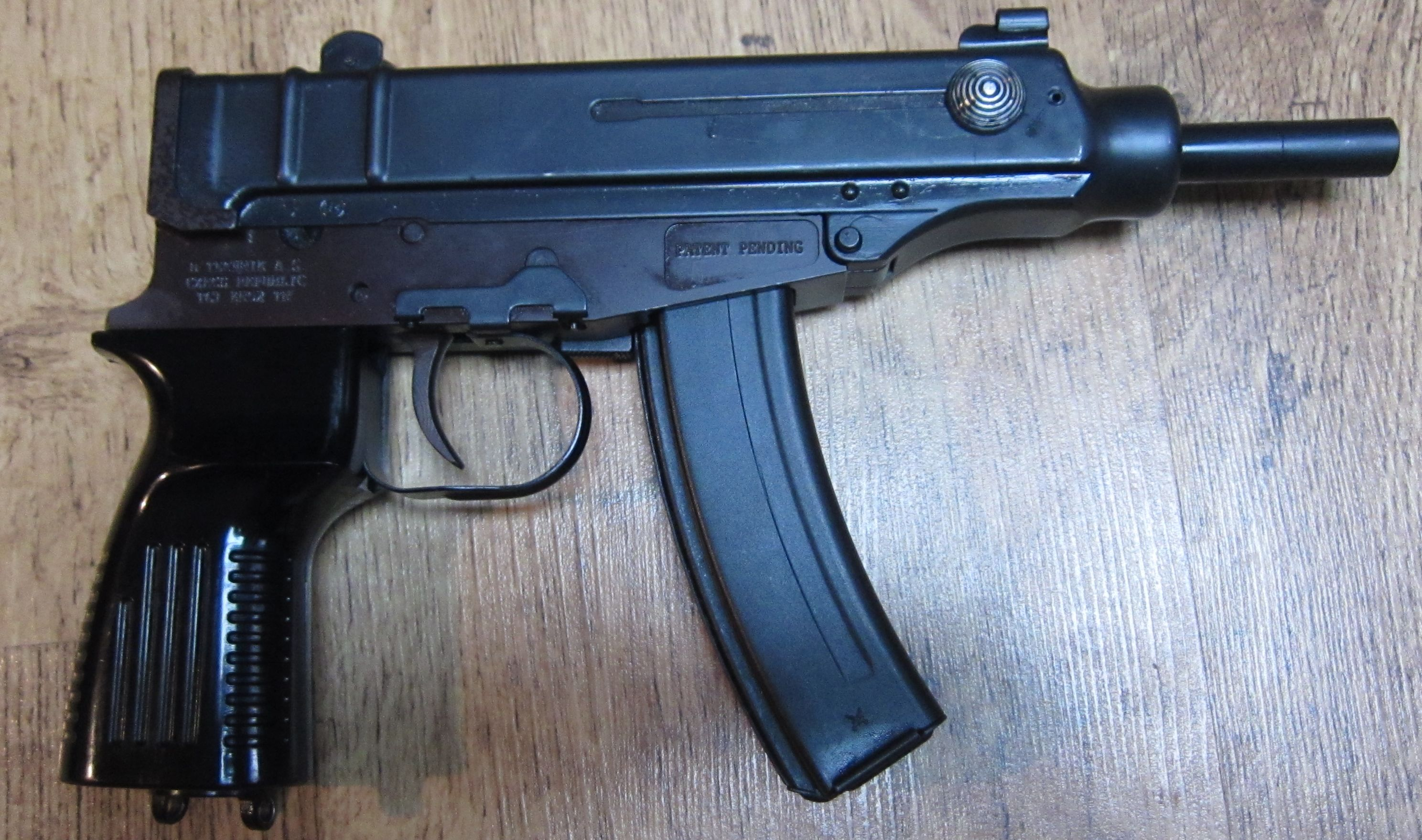

- vz. 64. Під патрон .380 ACP (9×17 мм Short)
- vz. 65. Під патрон 9 × 18 мм ПМ
- vz. 68. Під патрон 9 × 19
- vz. 61 E. Під патрон .32 ACP з пластиковим пістолетним руківям
- vz. 82. Під патрон 9 × 18 мм ПМ з подовженим стволом 113 мм
- vz. 83. Під патрон .380 ACP
- CZ-91S. Цивільна напівавтоматична версія

## «Скорпіон» у масовій культурі

### У кінематографі
- Вірус — використовує Надя Виноградова.
- Оселя зла: Відплата — парні «Скорпіони» використовує Джилл Валентайн.
- Повторне завантаження — зброя дорослого Ензо Матрикса у 3—4 сезонах.

### У відеоіграх
- Resident Evil 5 — місткість магазина ігрового варіанту — від 50 до 300 набоїв (залежно від рівня покращень).
- GoldenEye 007 — у грі називається Клобб.
- Enter the Gungeon — у грі називається Клоббе (посилання на зброю з GoldenEye 007). Місткість магазина ігрового варіанту — 32 набої.
- Payday 2 — у грі називається Cobra. Місткість магазина ігрового варіанту — 20 або 40 (після встановлення спарених магазинів, які, по суті, повинні прискорювати перезарядку, а не збільшувати місткість магазина) набоїв. Зброя доступна для гравців, які купили DLC Hotline Miami або Payday 2: Ultimate Edition в Steam.
- Hotline Miami
- PlayerUnknown's Battlegrounds — місткість магазина коливається від 20 до 40 набоїв (залежно від рівня покращень)
- Grand Theft Auto: Vice City Stories
- Grand Theft Auto Online
- Resident Evil Village - в грі Vz. 61 названа як V61 Custom, модернізувати зброю можна у торговця Герцога.На нього також можна встановити різні деталі котрі збільшують вогневу потужність.